# Selles-sur-Cher
Selles-sur-Cher ist eine französische Gemeinde mit 4225 Einwohnern (Stand 1. Januar 2022) im Département Loir-et-Cher in der Region Centre-Val de Loire. Die Gemeinde am Cher liegt etwa 60 Kilometer östlich von Tours.

## Entstehung und Namensgebung
Seine Entstehung verdankt Selles dem hl. Eusicius, der hier als Einsiedler lebte und später eine Abtei gründete. Dementsprechend leitet sich der Name der Stadt vom lateinischen „cella“ (Mönchszelle) her. Aus „Cella Eusicii“ wurde im 19. Jahrhundert schließlich „Selles-sur-Cher“.

## Historische Bauten
Von der bedeutenden Abtei aus dem Mittelalter ist nur noch die im 17. und 19. Jahrhundert restaurierte Kirche Notre-Dame-la-Blanche, Abbatiale Saint-Eusice, erhalten. In der Krypta steht der Sarkophag des hl. Eusicius aus dem 6. Jahrhundert.  Die komplett romanische Fassade des Bauwerkes weist Säulen und Kapitelle auf, die von einer von den Normannen im Jahr 903 zerstörten Kirche stammen.
Geschichtsträchtig ist auch das Schloss Selles, das auf eine von Richard Löwenherz geschleifte Festungsanlage am Cher zurückgeht, die um 1212 wieder aufgebaut wurde. Anfang des 17. Jahrhunderts musste sie einem neuen Schloss weichen, dessen Hauptteil 1787 zerstört und das 1813 schließlich vollständig verwüstet wurde. Verblieben sind lediglich die rechteckig angelegte Wehrmauer, der Wassergraben und seine Brücken sowie zwei Renaissance-Pavillons.

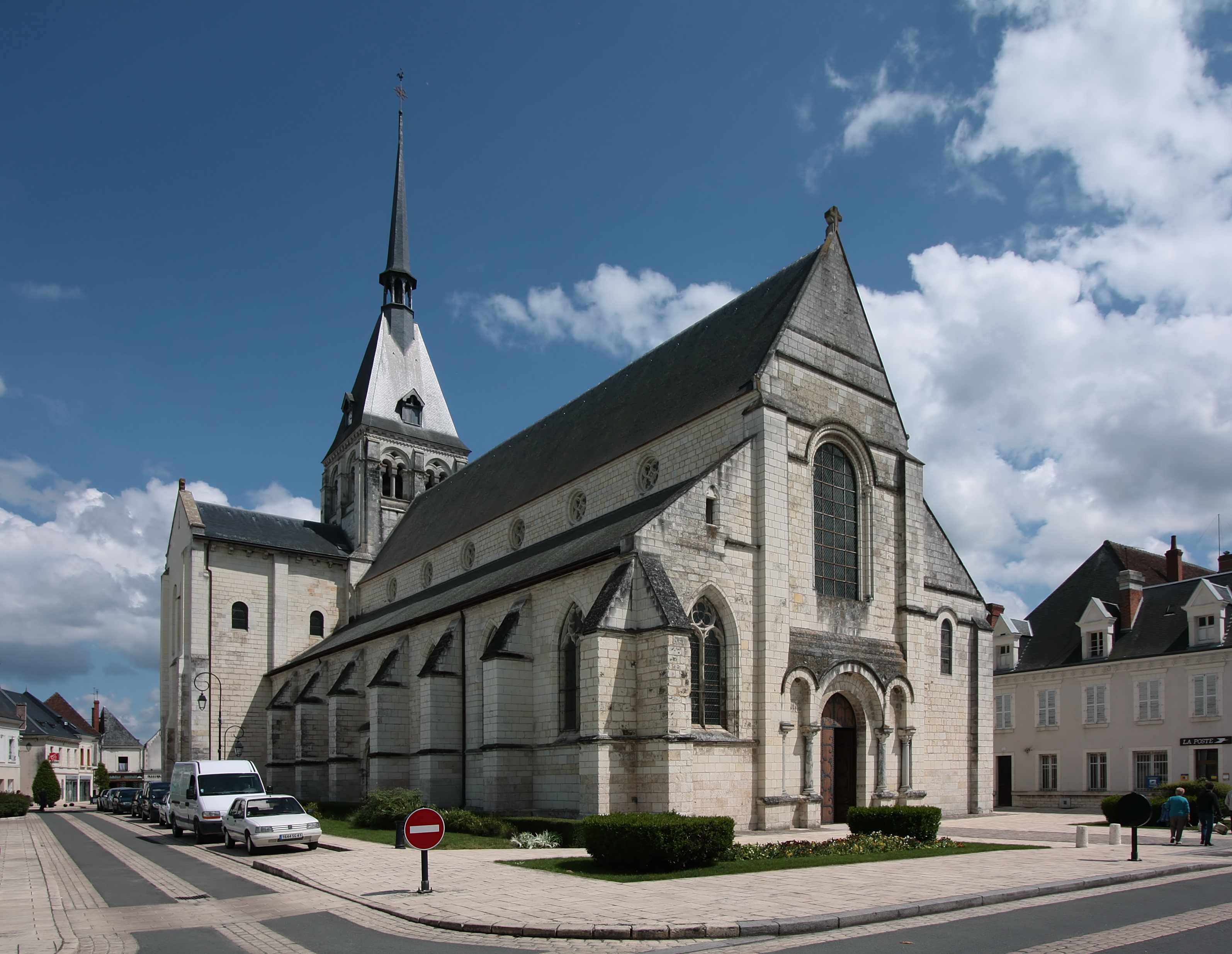
Kirche Notre-Dame-la-Blanche (Abbatiale Saint-Eusice)
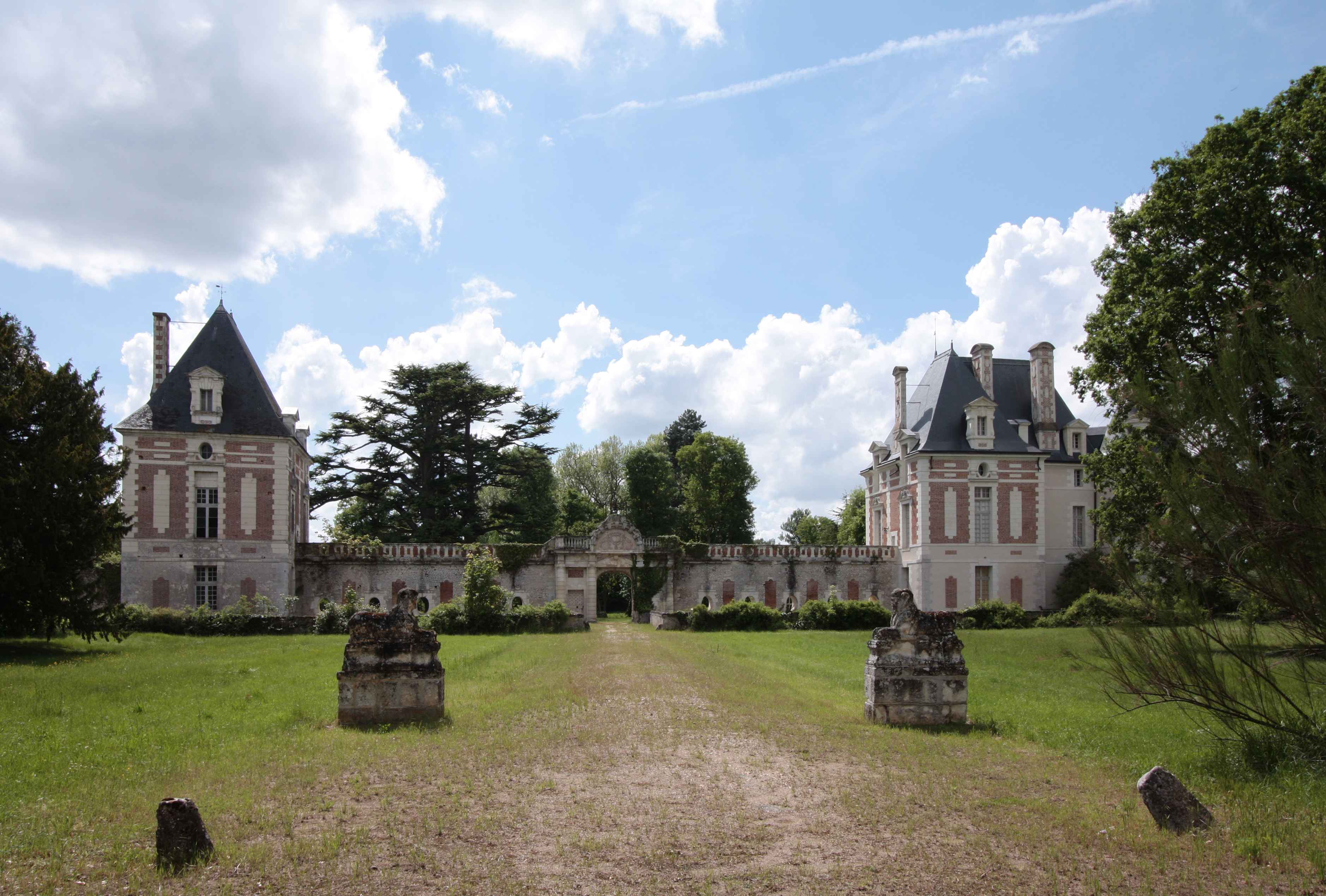
Teile der erhaltenen Schlossanlage Selles: zwei Renaissance-Pavillons mit Arkadenmauer

## Bevölkerungsentwicklung
| Jahr                       | 1962 | 1968 | 1975 | 1982 | 1990 | 1999 | 2006 | 2018 |
| Einwohner                  | 3884 | 4143 | 4642 | 5018 | 4751 | 4775 | 4606 | 4581 |
| Quellen: Cassini und INSEE |      |      |      |      |      |      |      |      |

## Wirtschaft und Infrastruktur

### Verkehr
Selles-sur-Cher hat einen Bahnhof an der Bahnstrecke Vierzon–Saint-Pierre-des-Corps. Züge des Transport express régional verkehren nach Tours, Nevers und Bourges.

### AOP Ziegenkäse Selles-sur-Cher

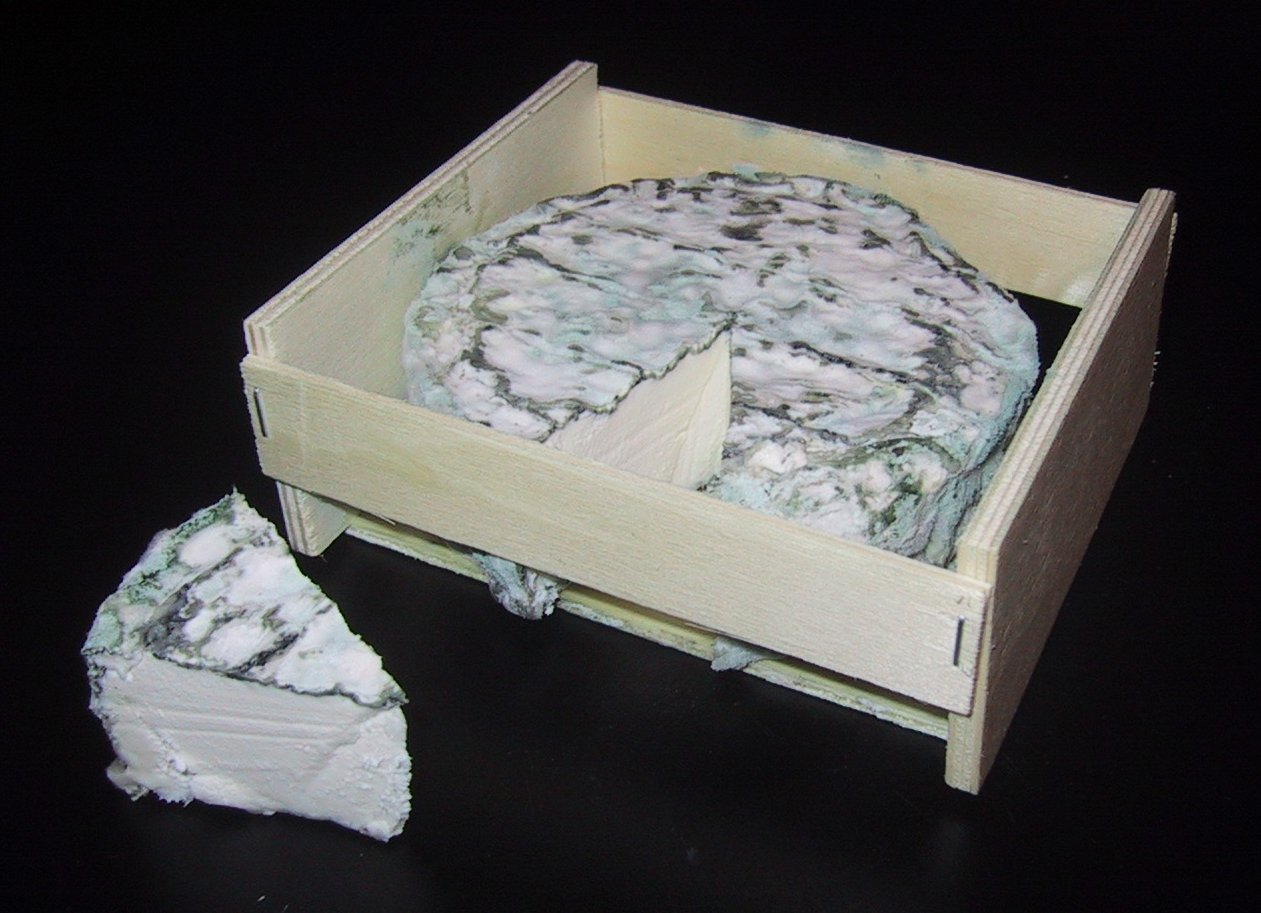
Ziegenkäse Marke Selles-sur-Cher

Franzosen assoziieren „Selles-sur-Cher“ nicht nur mit der Stadt am Cher, sondern auch mit einem Ziegenkäse, der hier im 19. Jahrhundert seinen Ursprung hatte. Seit 1975 trägt diese Käsesorte das Schutzsiegel AOP (Appellation d’Origine Protegée), das seine kontrollierte Herkunft und Herstellungsweise sicherstellt. Seine auffällige blau-graue Rinde erhält der Käse durch das Bestäuben mit Asche und Salz.

## Gemeindepartnerschaft
Die Stadt Selles-sur-Cher unterhält eine Partnerschaft mit der Verbandsgemeinde Traben-Trarbach in Rheinland-Pfalz (Deutschland).

## Veranstaltungen
In Selles-sur-Cher findet einmal jährlich das Festival Geek Faëries statt.

## Persönlichkeiten
- Auguste Daumain (1877–1938), Radrennfahrer
- Marcel Béalu (1908–1993), Schriftsteller